# 64. honvedska pehotna divizija (Avstro-Ogrska)
64. honvedska pehotna divizija (izvirno nemško 64. Honvéd-Infanterie-Division) je bila pehotna divizija avstro-ogrskega Honveda, ki je bila aktivna med prvo svetovno vojno.

## Poveljstvo
Poveljniki 
- Karl von Stöhr: oktober–december 1917
- Theodor Bekić von Bović: december 1917–maj 1918
- Rudolf Seide: maj–november 1918